# 福氏副䱵
福氏副䱵，又名雀斑副䱵、海豹格䱵、格仔，为輻鰭魚綱鱸形目鱸亞目䱵科的其中一種。

## 分布
本魚分布于印度太平洋區，包括南非、東非、紅海、塞席爾群島、馬達加斯加、模里西斯、馬爾地夫、印度、聖誕島、可可群島、日本、台湾、越南、印尼、澳洲、新幾內亞、關島、帛琉、馬紹爾群島、夏威夷群島、新喀里多尼亞、紐埃、東加、萬那杜、密克羅尼西亞、斐濟、庫克群島、薩摩亞群島、吉里巴斯、法屬波里尼西亞等。该物种的模式产地在Marquesas群岛。

## 深度
水深1至35公尺。

## 特徵
本魚體延長成橢圓形，側扁，體色變化大。幼魚體色為背紅腹白；成魚漸變為背部紅褐色、腹部橘黃色，且頭部布滿深色小斑點，背鰭硬棘10枚；背鰭軟條11枚；臀鰭硬棘3枚；臀鰭軟條6枚，體長可達22公分。

## 生態
本魚棲息於珊瑚礁區，游泳方式特殊，以一游一停的方式移動，喜停棲於珊瑚上，伺機伏擊經過的獵物。屬肉食性，以小魚或底棲甲殼類為食。具性轉變，雄魚具領域性，為一夫多妻制。

## 經濟利用
為觀賞性魚類。

## 圖庫

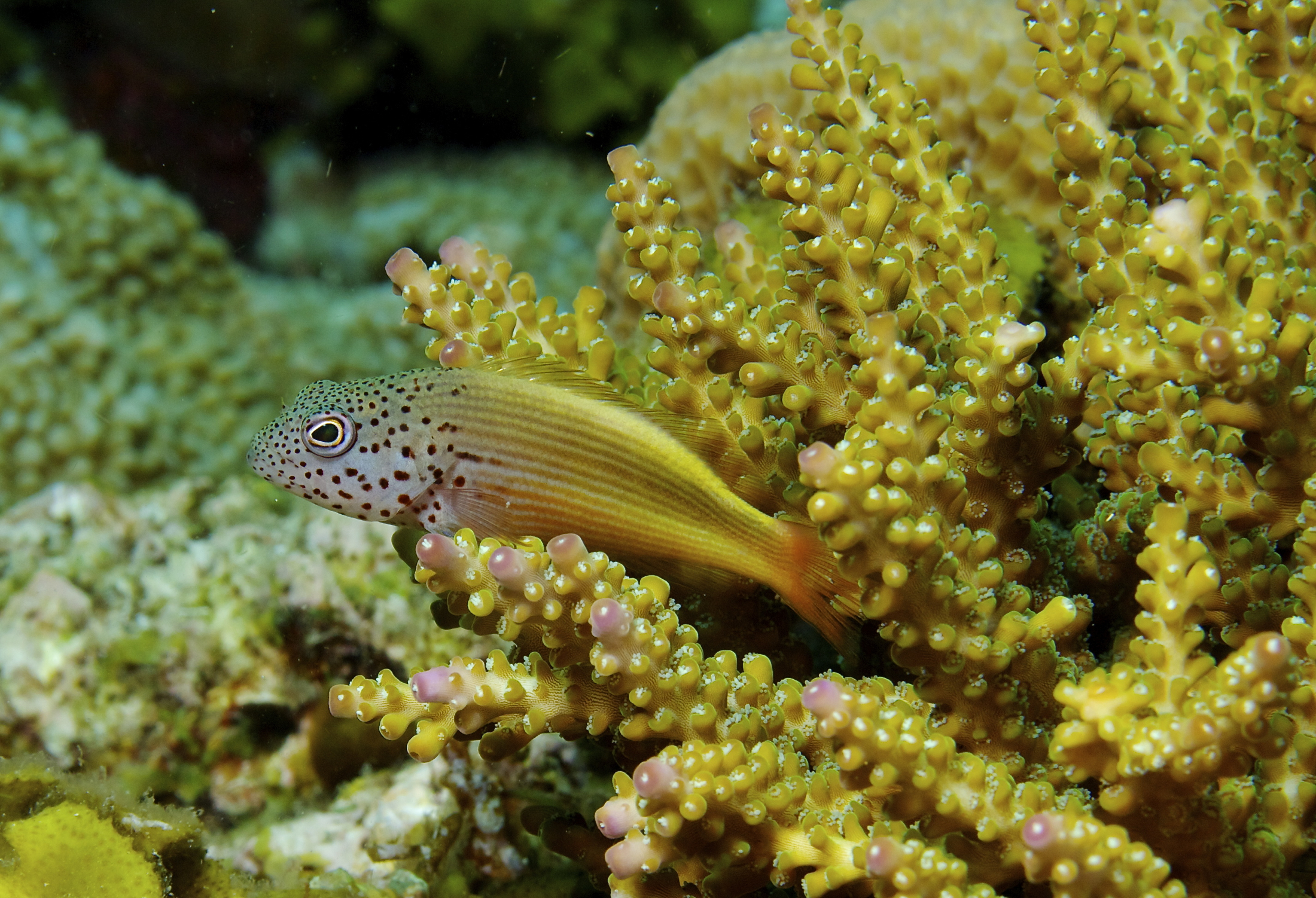
幼年
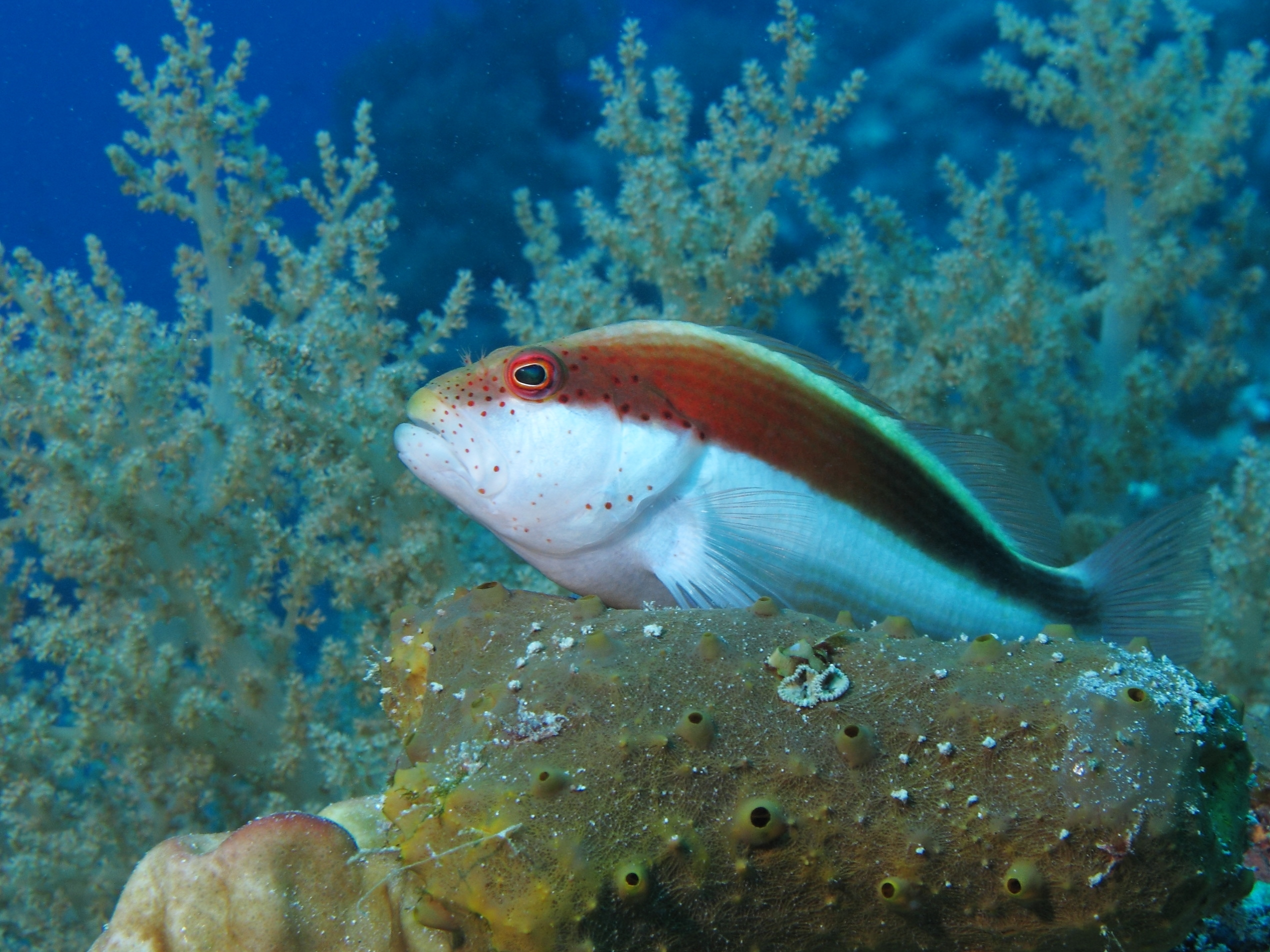
成年 (紅色著色)
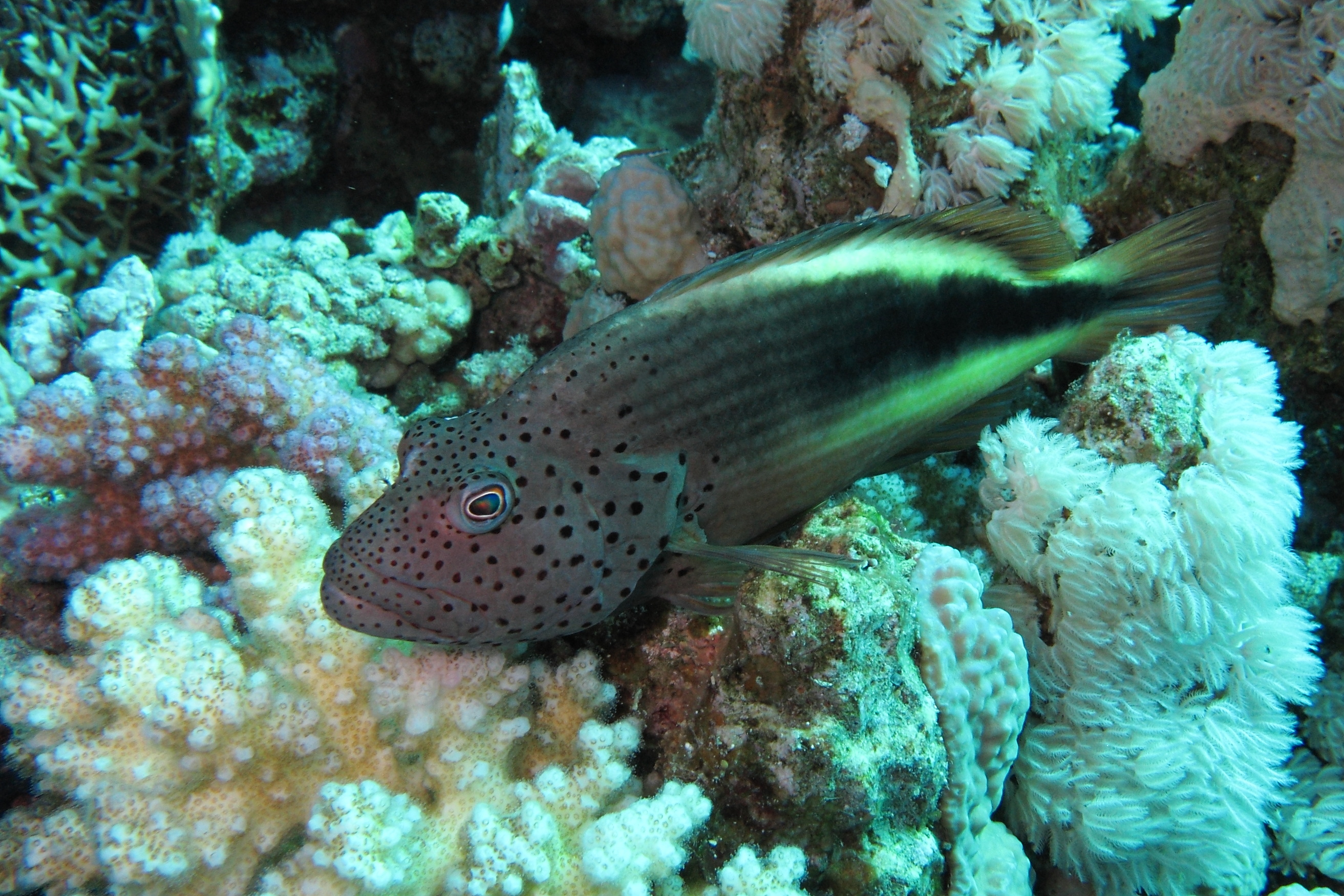
成年（黑色著色）
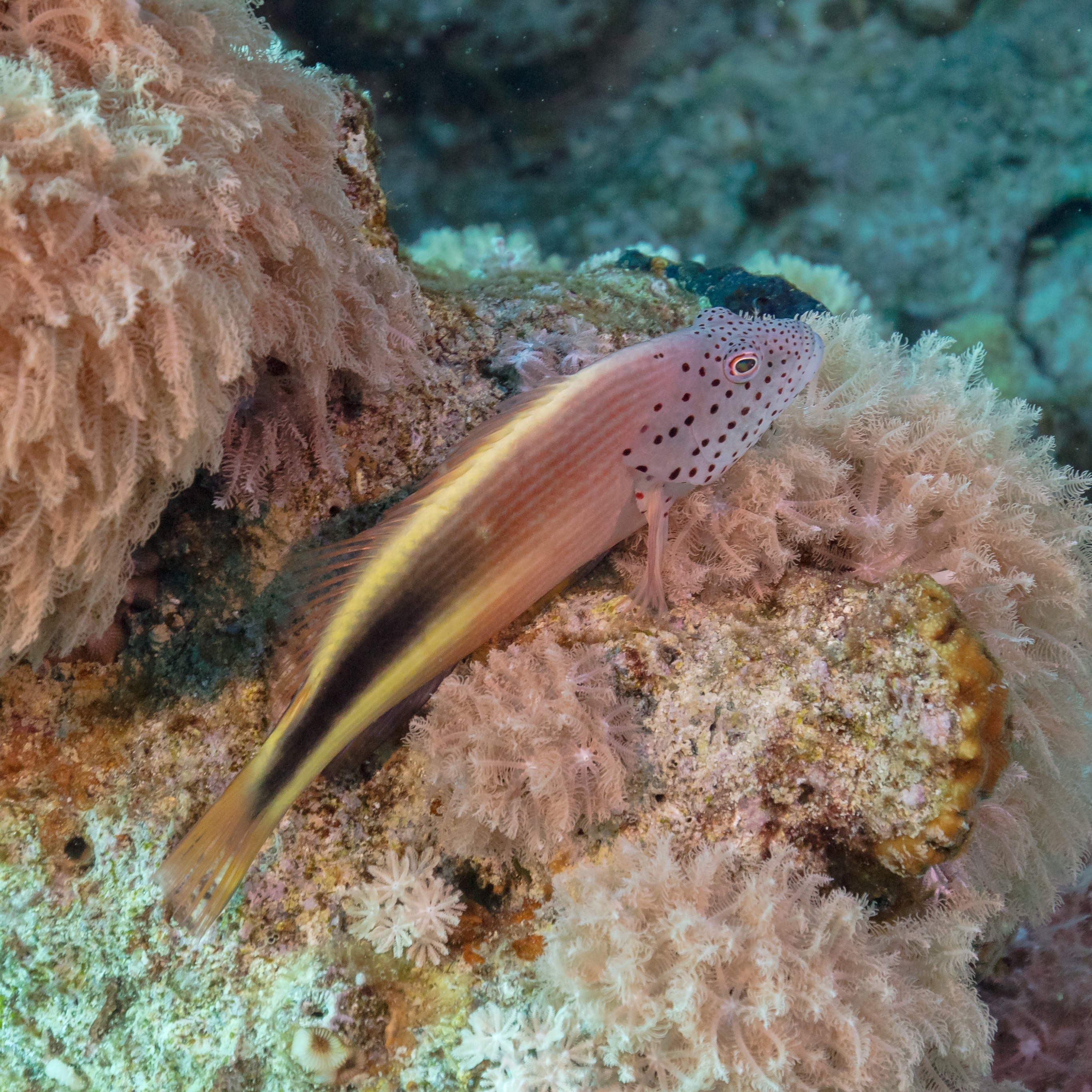
Juvenile
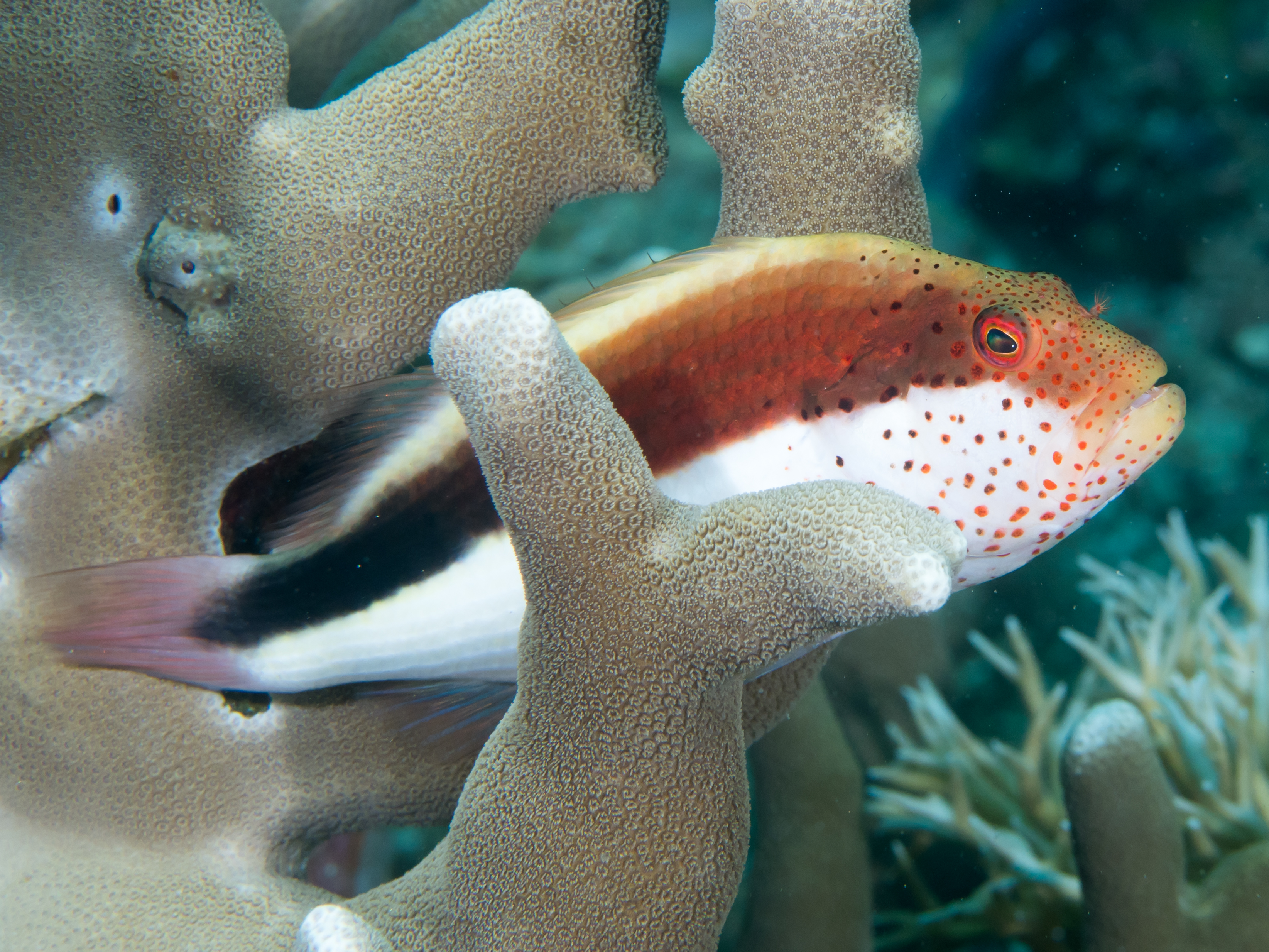
成魚在印尼四王群島
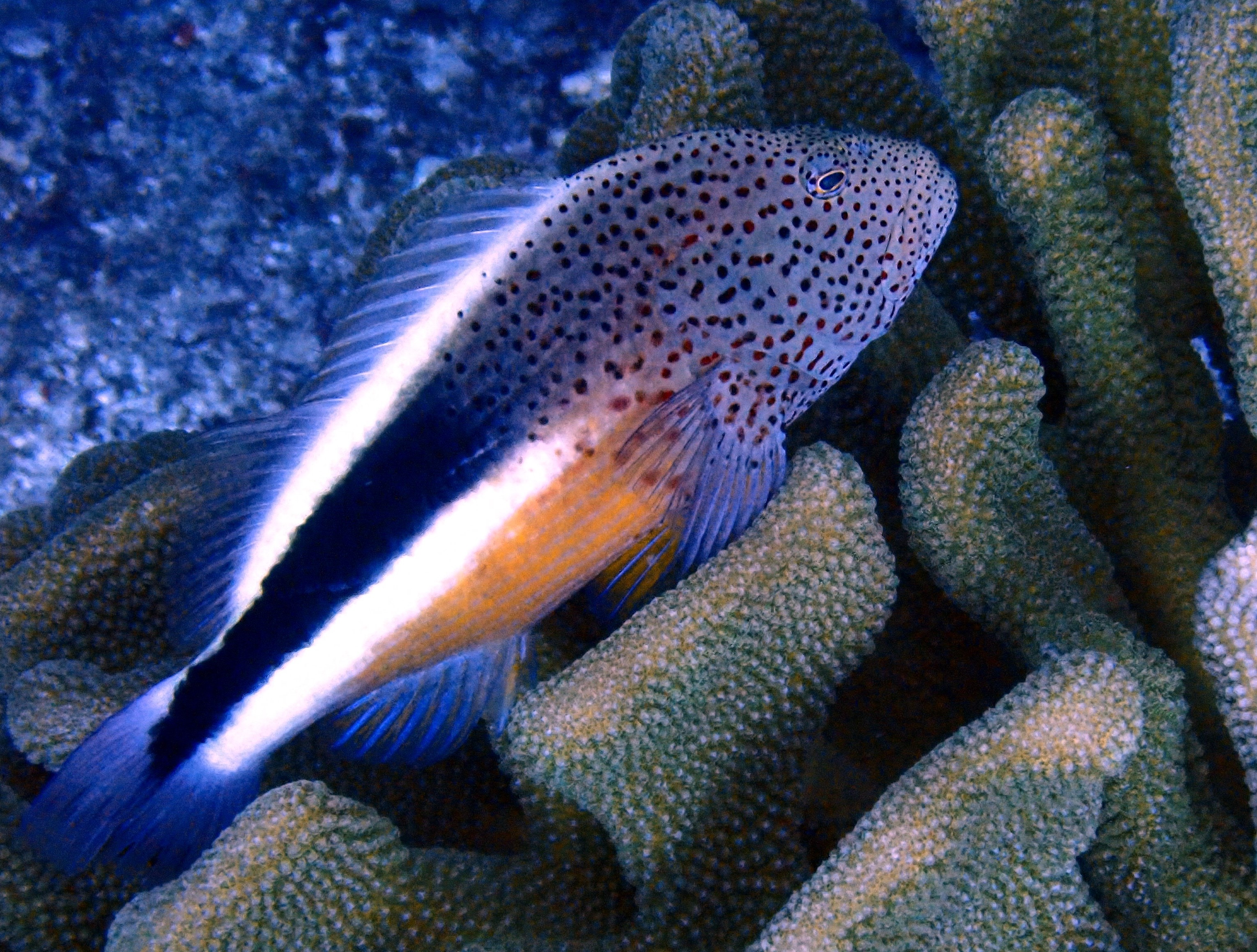
成年(紫色著色)在夏威夷茂宜島

## 外部連結
- Blackside Hawkfish (Paracirrhites forsteri) – Information on Blackside Hawkfish – Encyclopedia of Life （页面存档备份，存于）